# Branko Lubarda
Branko A. Lubarda (serbisch-kyrillisch Бранко Лубарда; * 15. Oktober 1955 in Mostar, VR Bosnien und Herzegowina, FVR Jugoslawien) ist ein serbischer Jurist und Richter am Europäischen Gerichtshof für Menschenrechte.

## Leben und Wirken
Lubarda studierte ab 1974 Rechtswissenschaften an der Universität Belgrad. Dort machte er 1985 seinen Abschluss mit dem Magistergrad, promovierte er und habilitierte er sich bis 1990. Zudem studierte er zeitweilig am Institut international des droits de l’homme in Straßburg und in Paris. 1992 wurde er Assistenzprofessor an der Universität Belgrad, 1999 associate professor und 2005 schließlich ordentlicher Professor für Arbeitsrecht. Diesen Lehrstuhl hat er bis heute inne. Sein Schwerpunkt liegt im internationalen Arbeitsrecht. Er arbeitete unter anderem an Sozial- und Arbeitsrechtsreformen der serbisch-montenegrinischen wie der serbischen Regierung mit. Außerdem ist er Präsident des serbischen Antikorruptionsausschusses.
Im Februar 2015 wurde Lubarda als Nachfolger von Dragoljub Popović als Vertreter Serbiens zum Richter am Europäischen Gerichtshof für Menschenrechte gewählt. Er trat seine voraussichtlich bis 2024 dauernde Amtszeit am 13. April 2015 an.

## Schriften
Lubarda ist Autor mehrerer in serbischer Sprache erschienener Werke, darunter eine Einführung ins Arbeitsrecht (2013), ein Werk zum europäischen Arbeitsrecht (2004), ein Werk zu kollektivarbeitsrechtlichen Verträgen (1990) und ein Werk zur Behandlung von Arbeitskampfmaßnahmen (1999).